# Mortadha Ben Ouanes
Mortadha Ben Ouanes (Susa, 2 luglio 1994) è un calciatore tunisino, difensore o centrocampista del Kasımpaşa.

## Palmarès

### Club

#### Competizioni nazionali
- Coppa di Tunisia: 1

Étoile du Sahel: 2013-2014

#### Competizioni internazionali
- Coppa dei Campioni araba: 1

Étoile du Sahel: 2018-2019